# Mocidade Independente da Vila Júlia
A Mocidade Independente da Vila Júlia é uma escola de samba do carnaval de Uruguaiana.

## Carnavais
| Ano  | Colocação | Grupo | Enredo                                                         | Ref.  |
| ---- | --------- | ----- | -------------------------------------------------------------- | ----- |
| 2005 | 4º lugar  | 2º    | Vou Te Contar... Vou Te Proteger... Em Tuas Águas Vou Delirar. | [ 2 ] |
| 2006 | 6º lugar  | 2º    | Fraternidade universal: um sonho de uma nova era.              | [ 2 ] |
| 2007 | 5º lugar  | 2º    | Máscara, Mistérios Ocultos da Face.                            | [ 2 ] |
| 2008 | 5º lugar  | 2º    |                                                                | [ 3 ] |
| 2009 |           | 2º    |                                                                | [ 4 ] |